# Rhyncomya sarotes
Rhyncomya sarotes är en tvåvingeart som beskrevs av Seguy 1928. Rhyncomya sarotes ingår i släktet Rhyncomya och familjen Rhiniidae. Inga underarter finns listade i Catalogue of Life.